# Johann Heinrich Alsted
Johann Heinrich Alsted (mars 1588 - 9 novembre 1638) est un théologien, philosophe et encyclopédiste protestant calviniste allemand.

## Biographie
Il est né à Ballersbach près d'Herborn, dans le comté de Nassau, en mars 1588. Il était le fils d'un pasteur de l'Église réformée, qui se chargea de son éducation avant de l'envoyer faire ses études universitaires en Allemagne et en Suisse. Dès 1610, il a atteint un statut de professeur et ses conférences attirent de nombreux étudiants, parmi lesquels se trouve Jean Amos Comenius, qu'il influence considérablement. Il est tout d'abord professeur de philosophie et de théologie à Herborn, puis plus tard à Weissenburg/Alba Iulia, où il reste jusqu'à sa mort en 1638. Il a participé au synode de Dordrecht, représentant le comté de Nassau-Vettéravie. Alsted a été un écrivain prolifique, et son Encyclopaedia (1630), qui est la dernière grande encyclopédie en latin, a connu un succès important parmi les érudits. Il est décédé le 9 novembre 1638, à Weißenburg/Alba Iulia, Transylvanie, Roumanie.

## Idées pédagogiques
La didactique prend avec Alsted un nouveau tournant, dans son traité Theologia Casuum, Exhibens Anatomen Conscientiae et Scholam tentationum, In quibus universiae quaestiones ad conscientiam recte aut praue factorum pertinentes breuiter & dilucide tractantur (Hanovre, 1630), qui attire l’attention sur l’état psychologique de l’élève.

## Production encyclopédique
Alsted se lance dans la rédaction d’encyclopédies qui permettent d’embrasser en quelques volumes l’ensemble des connaissances de l’époque et de montrer les liens qui unissent les diverses disciplines entre elles. On lui doit la toute première encyclopédie d’histoire biblique véritablement scientifique. Son désir de partager le savoir et de l’ouvrir à un système universel trouve ses racines dans la lecture de Raymond Lulle dont il transmet les enseignements à ses élèves.
Son Cursus philosophici publié en 1608 connaîtra une deuxième édition sous le titre Cursus philosophici encyclopedia (1620) et sera encore développé pour devenir Encyclopaedia septem tomis distincta en 1630. Celle-ci deviendra la Scientiarum omnium encyclopædiæ en 4 volumes (Lyon, 1649).
Il a écrit également de nombreux ouvrages consacrés au traitement de l’expression et du langage, dont la Rhetorica, quattuor libris proponens (1616) et l’Orator (1616). De concert avec la grammaire et la logique, il traite de la rhétorique dans la troisième partie (Trivium philosophiæ) de ses Philomela theologico-philosophica (1627) et lui consacre deux livres entiers dans sa volumineuse Encyclopædia (1630) : le septième livre traite de la rhétorique (rhetorica) et le neuvième de l’art oratoire (oratia), le huitième étant celui de la logique (logica). L’insertion de la logique au cœur du traitement du discours est révélatrice de sa conception : l’aspect formel du discours doit répondre aux exigences de cohérence de sa démonstration. Pour la partie mathématique de son encyclopédie, il demande sa collaboration au professeur Johannes Geysius II.
La rigueur que s’impose Johannes H. Alsted consiste, sur le modèle de Pierre de La Ramée, à définir au départ les termes et les concepts dont il entend user tout au long de son propos. De plus, il s’efforce de les hiérarchiser à travers une distribution raisonnée.

## Œuvres
- Cursus philosophici, Herborn, Corvinus, 1608.
- Metaphysica, tribus libris tractata, 1613.
- Physica Harmonica, Herborn, 1616.
- Cursus philosophici encyclopedia, Herborn, Corvinus, 1620.
- Encyclopaedia septem tomis distincta, (2 volumes), Herborn, C. Corvini, 1630.
- Adnotationes in pentateuchum (...) epistolas catolicas, Gyulafehérvár, 1630.
- Theologia Casuum, 1630
- Rudimenta linguae latinae, Gyulafehérvár, 1634.
- Prodromus religionis triumphantis. Triumphus verae religionis, 1635.
- Scientiarum omnium encyclopaediae, Lyon, Huguetan et Ravaud, 1649. En ligne sur Google Livres.

### Études critiques, commentaires
- Walter Michel Walter, Der Herborner Philosoph Johann Heinrich Alsted und die Tradition, Frankfurt am Main, Peter Lang, 1969.
- Friedrich Adolf Max Lippert, Johann Heinrich Alsteds pädagogisch-didaktische Reform Bestrebungen und ihr Einfluss auf Johann Amos Comenius. Leipzig, T.E. Klinsicht & Sohn, 1897.
- Daniel S. Larangé, La Parole de Dieu en Bohême et Moravie : La tradition de la prédication de Jan Hus à Jan Amos Comenius, Paris, L'Harmattan, coll. « Religions & spiritualité », 2008 [détail de l’édition] (ISBN 978-2-296-06552-9).